# Wiesiełoje (obwód kurski)
Wiesiełoje (ros. Веселое) – wieś (ros. село, trb. sieło) w zachodniej Rosji, centrum administracyjne sielsowietu wiesiełowskiego w rejonie głuszkowskim obwodu kurskiego.

## Geografia
Miejscowość położona jest 8 km od centrum administracyjnego rejonu (Głuszkowo), 124 km od Kurska.
W granicach miejscowości znajdują się ulice: 8 Marta, Ługowaja, Krasnoarmiejskaja, Mołodiożnaja, Nabierieznaja, Oktiabrskaja, Pierwomajskaja, Proletarskaja, Sadowaja, Sowietskaja.

## Demografia
W 2010 r. miejscowość zamieszkiwało 757 osób.